# Blair Walsh
Blair Richard Walsh (* 8. Januar 1990 in Boca Raton, Florida) ist ein ehemaliger US-amerikanischer American-Football-Spieler auf der Position des Kickers, der zurzeit Free Agent ist.

## Karriere

### College
Blair Walsh war von 2008 bis 2011 Kicker bei den Georgia Bulldogs. Er kickte 184 von 185 Extrapunkten und 76 von 103 Field Goals. Sein längstes Field Goal erzielte er aus 56 Yards Entfernung.

### NFL

#### Minnesota Vikings
Walsh wurde im NFL Draft 2012 in der fünften Runde als 175. Spieler von den Minnesota Vikings verpflichtet. Dort sollte er Ryan Longwell ersetzen, der zu den Seattle Seahawks wechselte. Bereits in seiner ersten Saison brach er den NFL-Rekord für die meisten erfolgreichen Field Goals über 50 Yards in einer Saison, er erzielte insgesamt zehn. Ihm gelang außerdem der teaminterne Rekord für die meisten erzielten Punkte eines Rookies, insgesamt erzielte er 141 Punkte und lag nur drei Punkte hinter dem NFL-Rekord. Zusätzlich egalisierte er den NFL-Rekord für die meisten erzielten Field Goals eines Rookies, mit 35 Field Goals zog er mit Ali Haji-Sheikh gleich, der diesen Rekord seit 1983 innehatte. Aufgrund seiner guten Leistungen wurde er sowohl in den Pro Bowl gewählt als auch (als einziger Rookie) in das All-Pro-Team.
Im vierten Spiel der Saison 2013 gegen die Pittsburgh Steelers brach er mit seinem zwölften Field Goal über 50 Yards in Folge den alten NFL-Rekord, der bei elf Field Goals lag.
Im Wild-Card-Spiel der Saison 2015 gegen die Seattle Seahawks verschoss er ein Field-Goal aus 27 Yards 26 Sekunden vor dem Ende bei einem Spielstand von 10:9 für die Seahawks, weshalb die Vikings aus den Play-offs ausschieden.
Nach einem schwachen Start in die Saison 2016 gaben am 15. November 2016 die Minnesota Vikings seine Entlassung bekannt.

#### Seattle Seahawks
Am 9. Februar 2017 unterschrieb Walsh einen Einjahresvertrag bei den Seattle Seahawks, die in der Free Agency ihren Kicker Steven Hauschka an die Buffalo Bills verloren.

#### Atlanta Falcons
Nachdem Walsh in der Saison 2018 kein Team gefunden hatte, welches ihn verpflichten wollte, schloss er sich in der darauffolgenden Saison 2019 zunächst wiederum für ein Jahr den Atlanta Falcons an, wurde aber kurz vor Start der Regular Season wieder entlassen.